# Franz Weilhammer
Franz Xaver Weilhammer (* 30. November 1891 in München, Bayern; † 16. Februar 1963 in Berlin) war ein deutscher Schauspieler, Rundfunk- und Synchronsprecher. 

## Leben
Der Sohn des Münchner Antiquitätenhändlers Alois Weilhammer und seiner Frau Franziska, geb. Redlmayer, absolvierte von 1912 bis 1914 eine Schauspielausbildung an der Staatlichen Theaterhochschule in München, wo er auch sein Bühnendebüt gab. Es folgten Theaterstationen in Rudolstadt, Würzburg, Halle, München, Berlin und Stuttgart. Dabei spielte er zumeist Charakterrollen wie den „Miller“ in Schillers Kabale und Liebe und den „Just“ in Gotthold Ephraim Lessings Minna von Barnhelm.
1935 gab Weilhammer in der Ganghofer-Verfilmung Die Klosterjäger sein Spielfilmdebüt. Bis 1939 spielte er unter anderem in Paul Wegeners Historienproduktion August der Starke (mit Michael Bohnen in der Titelrolle), Robert A. Stemmles Drama Am seidenen Faden (mit Willy Fritsch) und Rolf Hansens Komödie Sommer, Sonne, Erika. 
Nach dem Zweiten Weltkrieg fand er sowohl in der DDR als auch in der Bundesrepublik Arbeit. Unter der Regie von Martin Hellberg wirkte er in den DEFA-Produktionen Der Ochse von Kulm und Thomas Müntzer mit, im Westen spielte er in der Pennäler-Komödie Stips (mit Gustav Fröhlich) und Harald Reinls Liebesfilm Johannisnacht. 
Daneben war Weilhammer seit 1928 als Rundfunksprecher bei verschiedenen Berliner Sendern aktiv und arbeitete ab 1931 als Synchronsprecher.
Von 1931 bis zu seinem Tod war er mit der Schauspielerin Anny Frank verheiratet.

## Filmografie (Auswahl)
- 1935: Die Klosterjäger
- 1936: August der Starke
- 1936: Moskau – Shanghai
- 1937: Die Wunderkur
- 1937: Gabriele eins, zwei, drei
- 1938: Am seidenen Faden
- 1939: Sommer, Sonne, Erika
- 1954: Stips (Fröhlich)
- 1955: Der Ochse von Kulm
- 1955: Thomas Müntzer – Ein Film deutscher Geschichte
- 1956: Oberarzt Dr. Solm
- 1956: Johannisnacht